# Lucimara da Silva
Lucimara Silvestre da Silva (Lucélia, 10 luglio 1985) è un'ex multiplista brasiliana.

## Biografia
Silva ha iniziato la sua carriera atletica gareggiando nelle corse ad ostacoli e nei salti in estensione, vincendo in due eventi la medaglia ai Campionati sudamericani allievi 2002 in Paraguay. Dal 2004 ha iniziato a competere nelle prove multiple, debuttando l'anno seguente internazionalmente in Colombia classificandosi quarta ai Campionati sudamericani. Competendo nell'eptathlon, Silva oltre ai successi in ambito regionale, come la medaglia d'oro vinta nel 2007 a San Paolo, ha preso parte ai Mondiali di Osaka 2007 e ai Giochi olimpici di Pechino 2008, occasione in cui ha stabilito un nuovo record sudamericano della disciplina.
Nel 2009, dopo aver vinto a Lima il titolo sudamericano, Silva non ha superato un test anti-doping. Nonostante delle colpe se ne è fatto carico il proprio allenatore al tempo Jayme Netto per lei ed altri cinque atleti brasiliani, a Silva viene revocata la medaglia conquistata e sospesa per due anni dall'attività agonistica.
Silva è tornata a gareggiare nel 2011 vincendo la medaglia d'oro ai Giochi panamericani in Messico, quattro anni dopo la medaglia di bronzo conquistata in Brasile.

## Palmarès
| Anno | Manifestazione             | Sede           | Evento         | Risultato | Prestazione | Note                |
| ---- | -------------------------- | -------------- | -------------- | --------- | ----------- | ------------------- |
| 2002 | Sudamericani U18           | Asunción       | 100 m hs       | Oro       | 14"54       |                     |
| 2002 | Sudamericani U18           | Asunción       | Salto in lungo | Oro       | 5,90 m      |                     |
| 2003 | Sudamericani U20           | Guayaquil      | 100 m hs       | Oro       | 14"16       |                     |
| 2003 | Sudamericani U20           | Guayaquil      | Salto triplo   | 5ª        | 12,40 m     |                     |
| 2005 | Sudamericani               | Cali           | Eptathlon      | 4ª        | 5109 p.     |                     |
| 2006 | Giochi della Lusofonia     | Macao          | 100 m hs       | Oro       | 13"57       |                     |
| 2007 | Sudamericani               | San Paolo      | 100 m hs       | Bronzo    | 13"48       |                     |
| 2007 | Sudamericani               | San Paolo      | Eptathlon      | Oro       | 5803 p.     |                     |
| 2007 | Giochi panamericani        | Rio de Janeiro | Eptathlon      | Bronzo    | 5873 p.     |                     |
| 2007 | Mondiali                   | Osaka          | Eptathlon      | 31ª       | 5601 p.     |                     |
| 2008 | Campionati ibero-americani | Iquique        | 100 m hs       | Bronzo    | 13"61       |                     |
| 2008 | Campionati ibero-americani | Iquique        | Eptathlon      | Oro       | 5739 p.     |                     |
| 2008 | Giochi olimpici            | Pechino        | Eptathlon      | 16ª       | 6076 p.     | Record sudamericano |
| 2009 | Sudamericani               | Lima           | Eptathlon      | dq        | dq          |                     |
| 2011 | Giochi panamericani        | Guadalajara    | Eptathlon      | Oro       | 6133 p.     |                     |
| 2012 | Campionati ibero-americani | Barquisimeto   | Eptathlon      | Oro       | 6160 p.     |                     |